# Damian Kuczyński
Damian Łukasz Kuczyński (18 agosto 1986) è un sollevatore polacco che ha gareggiato nelle categorie dei pesi leggeri e pesi medi.

## Carriera
Militò nel KS Bydowlani Opole. Nel 2009 vinse la medaglia di bronzo ai primi campionati europei Under-23 di Władysławowo. Nel 2013 conquistò la medaglia di bronzo ai campionati europei di Tirana. Partecipò ai campionati europei del 2009 di Bucarest, dove si piazzò al quattordicesimo posto, e ai campionati mondiali del 2011 di Parigi.